# On El Monte Ranch
On El Monte Ranch è un cortometraggio muto del 1912 diretto e interpretato da Gilbert M. 'Broncho Billy' Anderson.

## Produzione
Venne girato in California, a Lakeside.

## Distribuzione
Il film - un cortometraggio in una bobina - uscì nelle sale cinematografiche USA il 4 giugno 1912.